# Mary Cynthia Dickerson
Mary Cynthia Dickerson (1866–1923) fue una herpetóloga estadounidense y la primera curadora de herpetología en el Museo Americano de Historia Natural, así como la primera curadora del ahora desaparecido departamento de Bosques y Silvicultura. Durante diez años fue la editora de The American Museum Journal, que pasó a llamarse Natural History durante su mandato como editora. Publicó dos libros: Moths and Butterflies (1901) y The Frog Book (1906), así como numerosos artículos científicos y de divulgación. Ella describió más de 20 especies de reptiles y es conmemorada en los nombres científicos de cuatro lagartos.

## Biografía

### Primeros años y carrera
Mary Cynthia Dickerson nació en Hastings, Míchigan, el 7 de marzo de 1866. Sus padres son Wilbur y Melissa Dickerson. En su juventud cuidó de sus tres hermanos pequeños. En un memorial, Maud Slye escribió: "Se inscribió en la universidad en un momento en que no era fácil para una niña hacer eso".
Asistió a la Universidad de Míchigan de 1886 a 1887 y de 1889 a 1891, después de lo cual enseñó biología en la escuela secundaria en Míchigan e Illinois de 1891 a 1895. Luego asistió a la Universidad de Chicago, donde obtuvo una Licenciatura en Ciencias en 1897. Desde 1897 hasta 1905 fue jefa de zoología y botánica en la Rhode Island College, donde dirigió a los estudiantes en caminatas por la naturaleza en Providence y recopiló observaciones para sus libros Moths and Butterflies (Polillas y Mariposas, 1901) y The Frog Book (El Libro de las Ranas, 1906).

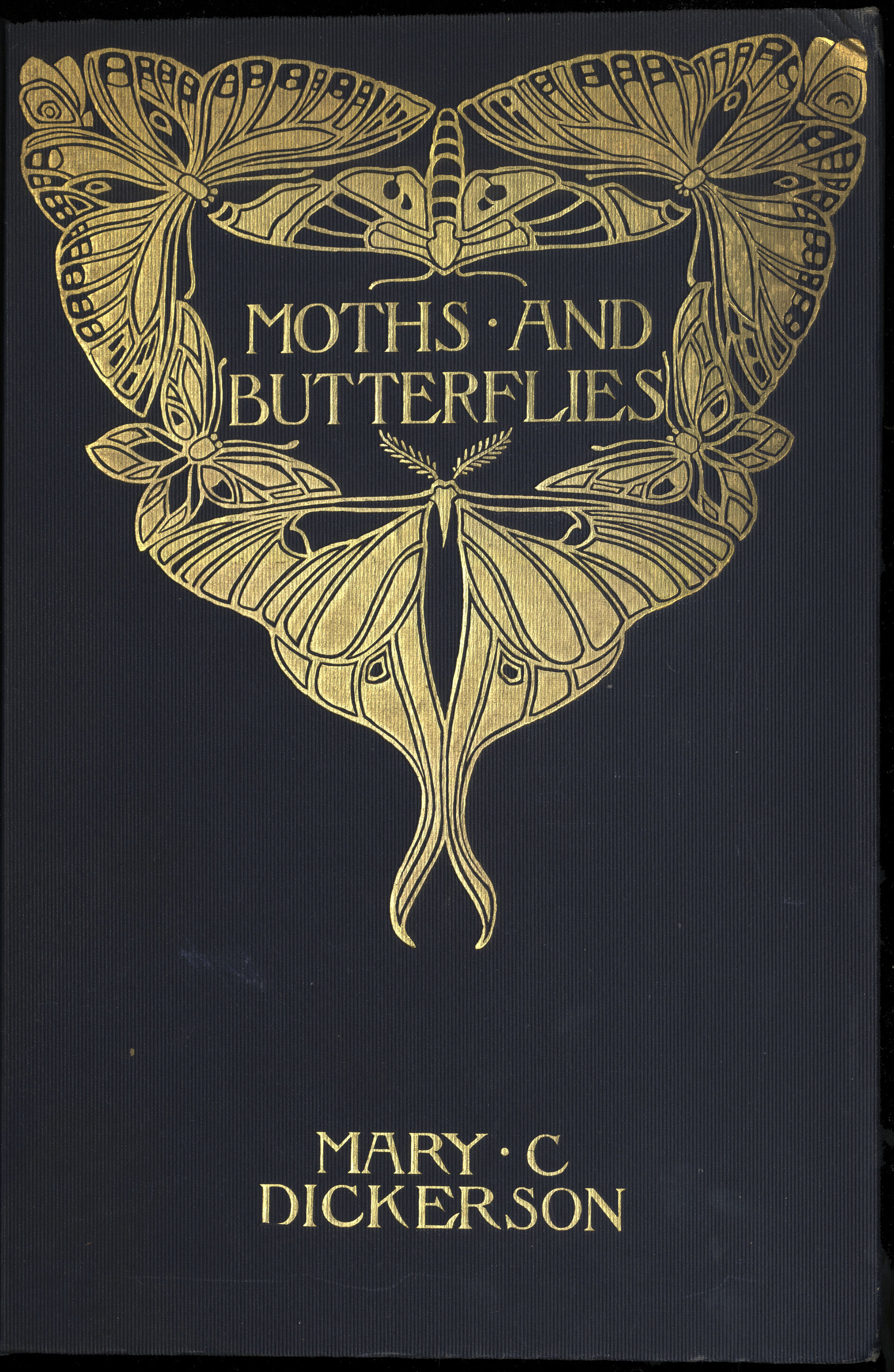
Portada del libro "Moths and Butterflies" ("Polillas y mariposas").

Moths and Butterflies, ilustrado con fotografías de Dickerson, fue bien recibido. Un crítico de The American Naturalist abrió: "Este es realmente un libro excelente, tanto en concepción como en ejecución". Una reseña en el Journal of Education declaró: "Este trabajo debe, simplemente por su mérito, colocarse en la primera fila de los estudios de la naturaleza... No solo su materia descriptiva está libre de todo tipo de pedantería y profesionalismo, sino que las ilustraciones hacen que el estudio sea bastante elocuente". Una reseña mixta del American Journal of Psychology escribió lo siguiente: "tiene el error fatal del pedagogo de que la cantidad de temas y el rango deben sacrificarse por la minuciosidad del método. Sin embargo, afortunadamente, ella no lleva este principio, que han trivializado tantos libros de texto, hasta el punto de interferir con el mérito realmente grande de sus libros".
The Frog Book, publicado en 1906, exploró las ranas y los sapos de América del Norte. "Durante muchos años, los naturalistas aficionados y los profesores de estudios de la naturaleza han estado pidiendo un libro de referencia popular sobre nuestros anfibios comunes", escribió un crítico en The Independent, "Sin embargo, la necesidad de un libro popular sobre ranas ahora está bien satisfecha". Un crítico de Science escribió: "No solo se describen bien los hábitos de las ranas comunes, sino que también se representan los huevos y los renacuajos, como nunca antes se había hecho". Una reseña más mixta de The Nature Study Review escribe que "el trabajo es más que interesante, es bastante preciso y muy útil", pero señala que "las historias de vida son una decepción desde el punto de vista del científico. Parecería que el ' diez años de observación y estudio' que, según confiesa el autor, deberían haber proporcionado datos más precisos sobre puntos tan fundamentales como las épocas de cría, el número de huevos puestos, la cantidad y clases de alimentos, etc."
De 1907 a 1908 fue instructora en la Universidad de Stanford, donde fue coautora de tres artículos con el ictiólogo David Starr Jordan, incluida la descripción de una nueva especie de pez mediopico. Dickerson comenzó a trabajar en el Museo Americano de Historia Natural en noviembre de 1908 y pasó el resto de su carrera en la institución.

### Museo Americano de Historia Natural
En el Museo Americano, Dickerson fue contratada por primera vez como asistente en el departamento de "Maderas y Silvicultura", donde una de sus primeras publicaciones fue una guía de la sala de silvicultura. Fue nombrada curadora en 1911. En julio de 1909, el Museo estableció formalmente un Departamento de Ictiología y Herpetología, con Dickerson como la única herpetóloga junto con los ictiólogos Bashford Dean, John Treadwell Nichols y Louis Hussakof. En noviembre de 1909, Dickerson se convirtió en editora asociada de The American Museum Journal y se convirtió en editora al año siguiente, cargo que ocupó hasta 1920.
Dickerson promovió el crecimiento de las colecciones herpetológicas y era conocida por sus dioramas o "grupos" de anfibios y reptiles realistas. Ella atrajo a un trío de notables herpetólogos al Museo Americano: Karl Patterson Schmidt, Gladwyn Kingsley Noble y Charles Lewis Camp. Bajo la dirección de Dickerson, las colecciones de herpetología crecieron a casi 50.000 especímenes. En febrero de 1920, la herpetología se separó de la ictiología y se creó formalmente un nuevo Departamento de Herpetología, con Dickerson como su primera curadora. Mary Dickerson fue miembro de la Academia Estadounidense de las Artes y las Ciencias, la Asociación Forestal Estadounidense, la Unión Estadounidense de Ornitólogos y la Academia de Ciencias de Nueva York. Dickerson consideró que el trabajo de exhibición era de igual importancia para la investigación y desarrolló el concepto de "grupos (dioramas) de hábitat" herpetológicos mediante el empleo de una variedad de técnicas de preparación, sobre todo la fundición de cera para crear modelos reales y crear una exhibición más integrada.
Dickerson describió más de 20 nuevas especies de reptiles, incluido el chacahuala de la isla de San Esteban y la anfisbena cubana de nariz afilada. Se la conmemora con los nombres de cuatro especies o subespecies de lagartos:
- Cnemaspis dickersonae – Geco del bosque de cuatro líneas.
- Aspidoscelis tigris dickersonae – Huico Tigre del Noroeste.
- Holbrookia maculata dickersonae – Lagartija Sorda Menor.
- Crotaphytus dickersonae – Lagartija de Collar de la Isla Tiburón.

Para 1920, Dickerson había logrado algo extraordinario. A pesar de otras responsabilidades verdaderamente pesadas, había construido un departamento funcional desde cero, enfatizando el crecimiento de la colección y las instalaciones de literatura para apoyar las funciones gemelas de exhibición e investigación en herpetología.
Charles W. Myers, Curador Emérito, Museo Americano de Historia Natural

### Años después
Alrededor de 1919, Dickerson mostraba signos de trastornos mentales, atribuidos al estrés de tener deberes editoriales y curatoriales duales. Su comportamiento se volvió errático y experimentó alucinaciones auditivas del explorador del Ártico Vilhjalmur Stefansson, un asociado del Museo, a quien le escribió varias cartas que indicaban un trastorno mental. Dickerson fue presionada para que se ausentara del trabajo, a lo que ella se negó, y en noviembre de 1920 fue sacada del museo después de una evaluación médica y puesta bajo la custodia de su hermano. Reapareció en el museo el 10 de diciembre, actuando de manera peculiar, y fue llevada a un hospital para observación. El 24 de diciembre fue internada en una institución psiquiátrica en Ward's Island, donde pasó el resto de su vida, muriendo a la edad de 57 años el 8 de abril de 1923.